# Крустацеозы
Крустацеозы (лат. Crustaceosis) — инвазионные болезни промысловых рыб и морских млекопитающих, вызываемые паразитическими ракообразными.
Паразитические рачки внедряются в различные органы и ткани рыб, вплоть до позвоночника: в кожу, жабры, плавники, глаза, в ротовую полость и т. д. Они вызывают язвы и другие патологические поражения. 
У прудовых рыб веслоногие, жаброхвостые и равноногие ракообразные вызывают эргазилез, синэргазилез, лернеоз, аргулез. У аквариумных рыб паразитируют веслоногие и жаброхвостые рачки. 
Для человека эти болезни рыб опасности не представляют. Однако, ракообразные имеют медицинское значение: они являются промежуточными хозяевами некоторых гельминтов (дифиллоботриоза, дракункулёза, парагонимоза и др.), могут вызвать аллергию, среди представителей подкласса лингватулиды есть паразиты человека.